# Małgorzata Raczyńska-Weinsberg
Małgorzata Helena Raczyńska-Weinsberg, pierwotnie Kocznorowska (ur. 1956 w Wołominie) – polska dziennikarka i korespondentka telewizyjna, była dyrektor TVP1.

## Życiorys
Studiowała polonistykę, wpierw w Szkole Pedagogicznej w Słupsku, kierunek ze specjalizacją nauczycielską ukończyła na Uniwersytecie Gdańskim w 1979. Przez dwa lata była nauczycielką języka polskiego w technikum elektrycznym w Zielonce. Następnie przeniosła się do Niemiec Zachodnich, w okolice Stuttgartu. Tam pracowała jako kelnerka, później w Rozgłośni Polskiej Radia Wolna Europa jako maszynistka i spikerka, następnie jako stażystka w Nowym Jorku.
Od 1992 zatrudniona w Polskim Radiu jako korespondentka w Stanach Zjednoczonych i Niemczech. Od 1993 relacjonowała także dla Telewizji Polskiej, serwisu „Teleexpress” w TVP1. W 1994 została kierownikiem placówki korespondenckiej TVP SA w Bonn. Po odejściu z TVP zatrudniona w spółce Easy Net, w Radiu dla Ciebie, później na stanowisku dyrektora programowego w Radiu Polonia.
Od lutego 2005 na stanowisku zastępcy kierownika Redakcji Publicystyki i Widowisk Społecznych TVP1. Redagowała programy Misja specjalna i Na celowniku. Od maja 2006 do 4 marca 2008 pełniła funkcję dyrektora TVP1 (od 25 września 2006 do 2 marca 2007 na zwolnieniu lekarskim). W tym czasie zaakceptowała do produkcji m.in. seriale telewizyjne Ranczo i Blondynka oraz filmy Katyń i Generał Nil.
Działa społecznie, współpracuje z Caritas Polska. Odznaczona Orderem Ambasadora Rozwoju Profilaktyki Zdrowia w Polsce (przyznawany przez Fundację „Akademia Zdrowia i Urody”, Stałe Przedstawicielstwo ONZ w Polsce oraz Światową Organizację Zdrowia za zaangażowanie na rzecz profilaktyki onkologicznej, poprawy sytuacji osób niepełnosprawnych w Polsce oraz zapobieganiu krzywdzeniu i wykorzystywaniu dzieci, a także za zaangażowanie w problemy ochrony środowiska). Ewa Błaszczyk wręczyła jej Order Anioła nr 2 Fundacji „Akogo?”.
Działała jako menedżer projektu tworzenia sześciu wortali internetowych: książka.pl, muzyka.pl, kultura.pl, film.pl, rodzina.pl, kobieta.pl. W sferze internetowej prowadziła autorski w postaci wywiadów wideo publikowanych w serwisie YouTube pt. Rozmowa Małgorzaty Raczyńskiej. Następnie w ramach tego samego portalu rozpoczęła współpracę z internetowym kanałem partii PiS.
Prowadzi wykłady dla studentów w zakresie dziennikarstwa, dla słuchaczy Okęckiego Uniwersytetu Trzeciego Wieku prowadzi Warsztaty Dziennikarskie w Warszawie. Prowadzi zajęcia w Instytucie Politologii Uniwersytetu Kardynała Stefana Wyszyńskiego w Warszawie.
Zasiada w Radzie Związku Zawodowego Twórców Kultury. Współprowadzi działalność gospodarczą.
W wyborach parlamentarnych 2011 do Sejmu RP jako kandydatka bezpartyjna startowała w okręgu wyborczym 19 z listy Prawa i Sprawiedliwości, mandatu nie uzyskała (otrzymała 770 głosów). Od marca do grudnia 2023 prowadziła programy W otwarte karty i Gdzie jest Pan Cogito, które były emitowane w TVP Info, Polskim Radiu Programie I oraz Polskim Radiu 24.
Jest zamężna z Janem Weinsbergiem.